# UFC on Fox: Weidman vs. Gastelum
UFC on Fox: Weidman vs. Gastelum var en MMA-gala som arrangerades av Ultimate Fighting Championship och ägde rum 22 juli 2017 i Uniondale i USA.